# Judy Guinness
Pour les articles homonymes, voir Guinness (homonymie).
Judy Guinness, de son vrai nom Heather Seymour Guinness, née le 14 août 1910 à Dublin et morte le 24 octobre 1952 en Rhodésie, est une escrimeuse britannique.

## Biographie
Judy Guinness est la fille de Henry Guinness (en) et de son épouse Mary Middleton Bainbridge.
Entraînée par le maître d'armes français Lucien Mérignac, elle est une brillante élève qui remporte un match international face à dix-huit concurrentes en 1930.
Elle est médaillée d'argent aux Jeux olympiques d'été de 1932, dans l'épreuve individuelle de fleuret. Les juges lui décernent initialement la médaille d'or mais, dans un geste de fair play remarqué, elle les informe qu'ils ont omis de comptabiliser deux touches par son adversaire, l'Autrichienne Ellen Müller-Preis,.